# Oude Helenakerk
De Oude Helenakerk of Oude Sint-Helenakerk is een laatgotische pseudobasiliek met een laatromaanse toren in het Gelderse Aalten in Nederland.

## Geschiedenis
Toen Karel de Grote de Saksische stammen onderwierp, verordonneerde hij dat iedere gemeenschap een hoofdhof ter beschikking moest stellen ten behoeve van de stichting van een kerk. Waarschijnlijk is toen de eerste kerk gesticht op gronden van de latere havezate de Ahof. De toen ontstane parochie Aladon of Alethnin wordt voor het eerst vermeld in 1152. De Hervormde kerk van Aalten, die vóór de reformatie tot het bisdom Münster behoorde, was oorspronkelijk gewijd aan de Heilige Helena. Helena was de moeder van de Romeinse keizer Constantijn de Grote die zich tot het Christendom had bekeerd.
Het kerkgebouw is een pseudobasiliek en bestaat uit grote in elkaar overlopende dakvlakken van het middenschip en zijbeuken. Het gebouw is geheel opgebouwd van tufsteen. De toren is in de 12e eeuw gebouwd, de rest van het gebouw in fasen tussen 1475 en 1550. Op 23 februari 1943 werden tijdens de oorlog de klokken uit de kerktorens gehaald. In de zomer van 1946 werd met een collecte ruim 18.000 gulden ingezameld ten bate van vier nieuwe klokken.
In de kerk bevinden zich laat 15e- en vroeg-16e-eeuwse muur- en gewelfschilderingen. Deze muurschilderingen werden tijdens de reformatie met een laag witkalk afgedekt. Toen in 1973 het pleisterwerk opnieuw gewit moest worden, bleek dat onder de zes tot zeven lagen kalk bijzondere muurschilderingen schuil gingen. De schilderingen stellen de Twaalf Apostelen voor, een voorstelling van het Laatste Oordeel, een monumentale afbeelding van de kroning van Maria, een restant van een Anna te Drieën en een in West-Europa nauwelijks voorkomende afbeelding van keizer Constantijn de Grote samen met zijn moeder, de Heilige Helena, aan wie de kerk oorspronkelijk gewijd was. De schilderingen zijn in fasen ontdekt (1974, 1989, 2000-2002) en in de jaren na 2002 behoudend gerestaureerd.
In 1973 stuitte timmerman Henk Heijnen tijdens werkzaamheden op een grafkelder onder het koor, met daarin drie kisten met menselijke resten. De Heer J.L. Tinnevelt van de Kattenberg in Aalten had hem op het bestaan ervan gewezen. De grafkelder werd op last van het kerkbestuur snel weer gesloten, maar voordat dat gebeurde was Heijnen er al ingeklommen en had alles nauwkeurig nagemeten en gefotografeerd. In 2019 voltooide hij een houten replica van de grafkelder. Initialen op de muur verwijzen naar de overledenen die er begraven liggen: Judith Hambroick Welvelde, die in 1746 is overleden en Gerharda Wilhelmina Arentsen (1777-1815), dochter van de zuster van Aaltens burgemeester Christiaan Caspar Stumph. Van de derde kist zijn de initialen D.R. niet achterhaald. 

## Bezichtigen
Vanaf juni tot en met september kan de kerk op woensdag van 13.30-16.30 uur en op donderdag van 10.30-16.30 uur bezichtigd worden. Ook is de kerk tijdens de Open Monumentendagen opengesteld.

## Zie ook

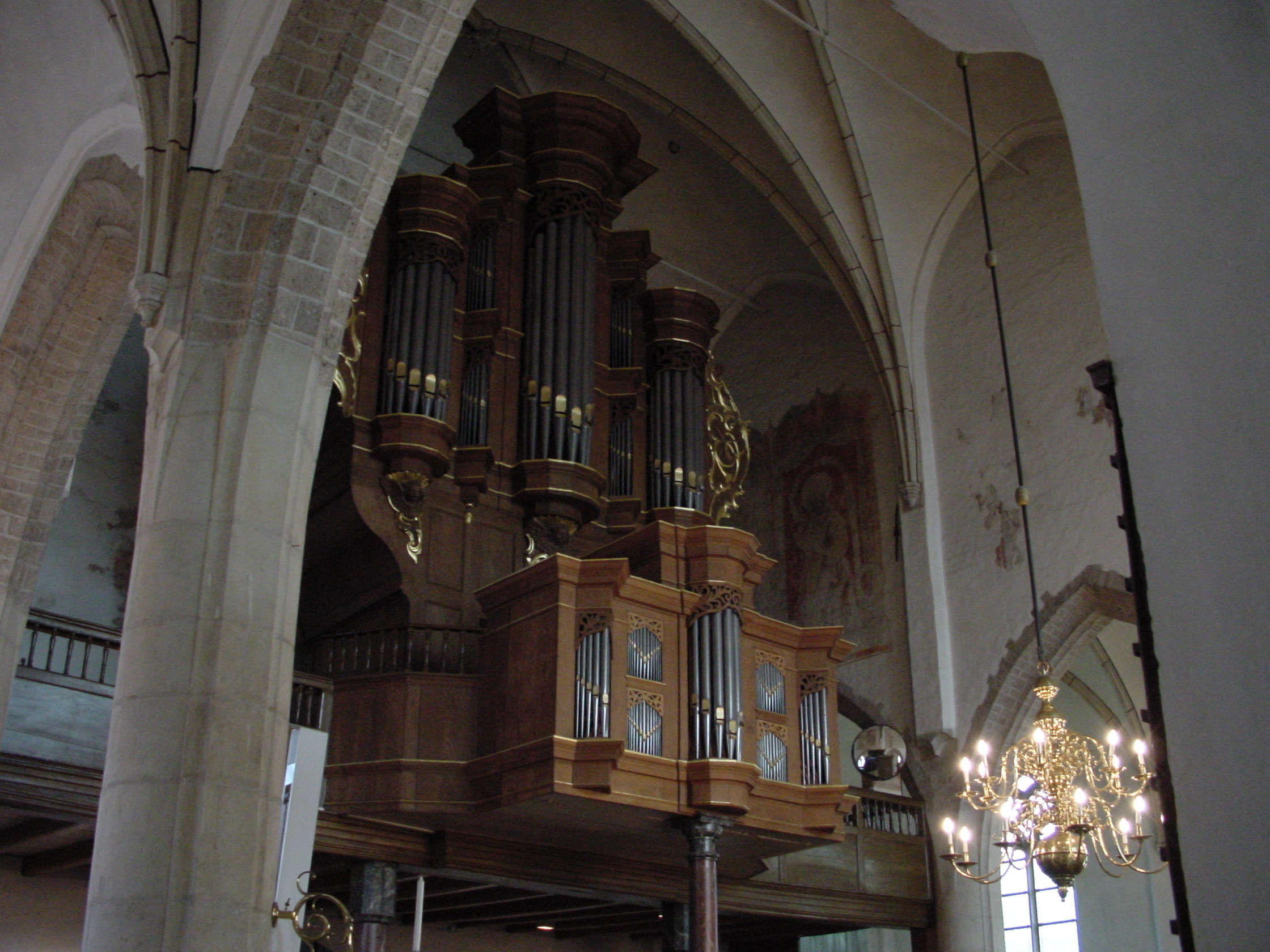
Orgel
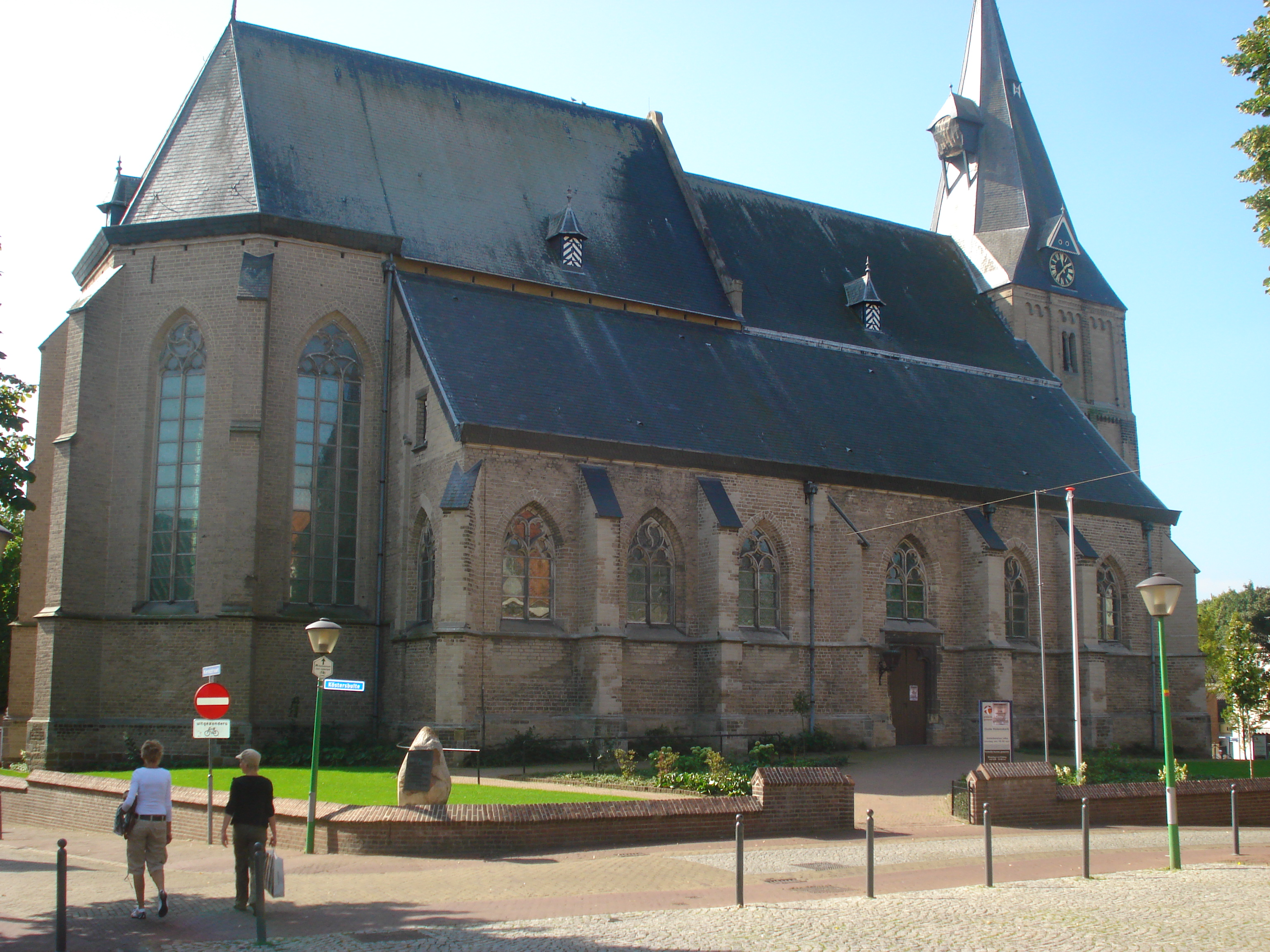
Uitzicht op de kerk vanaf de Markt
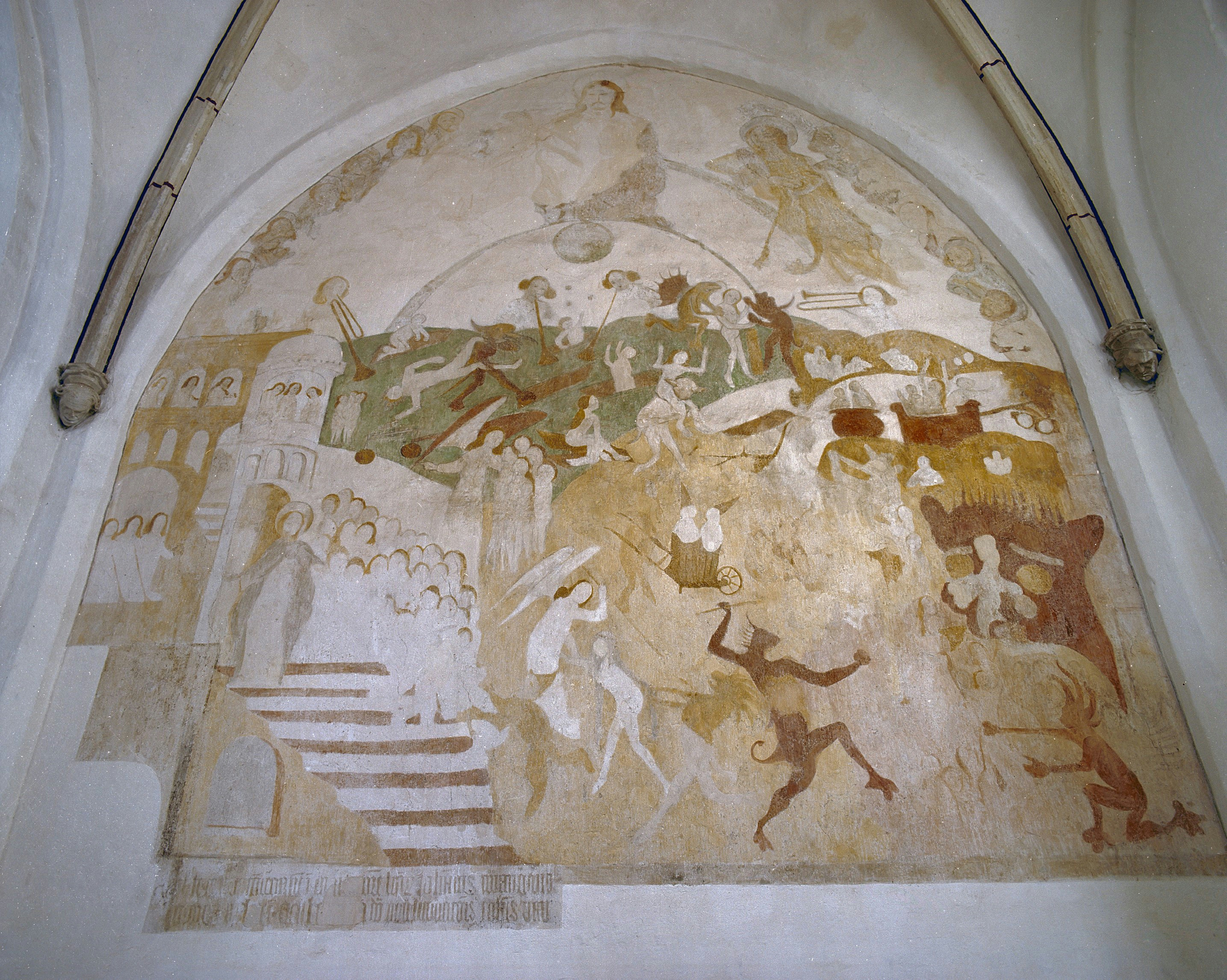
Een van de muurschilderingen (Het Laatste Oordeel)
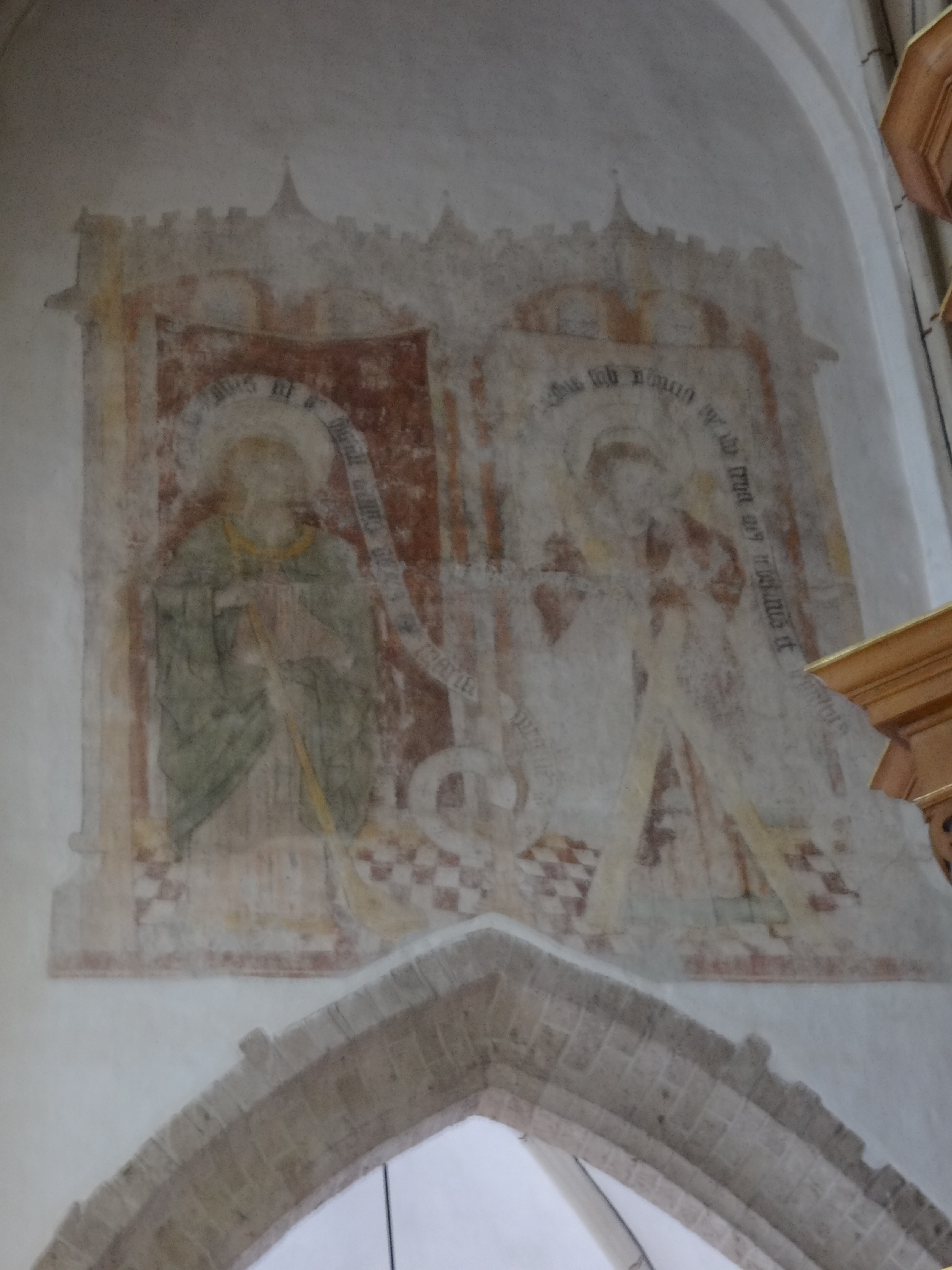
Zeldzame muurschildering, van Keizer Constantijn en zijn moeder de Heilige Helena

## Publicatie
- Paul le Blanc: De oude Helenakerk te Aalten. Geschiedenis van de middeleeuwse bouw en de monumentale beschildering.  College van Kerkrentmeesters, Protestantse Gemeente Aalten, 2009. Geen ISBN